# Flying Theater
Als Flying Theater oder Fliegendes Theater bezeichnet man Attraktionen, in denen durch die Kombination von Bewegung, Filmprojektion, Raumton und Spezialeffekten Flugerlebnisse realistisch simuliert werden.  Ein Flying Theater besteht aus einem oder mehreren Motionsystemen und einer großen Leinwand. Daher werden solche Attraktionen auch als Panoramic Flying Theaterd bezeichnet.
Flying Theater-Attraktionen gibt es – zwei verschiedenen Konzepten folgend – in zwei Ausführungen: Einmal als sogenanntes „hängendes Flying Theater“ (Suspended Flying Theater), bei dem die Gäste, in Gondeln sitzend, mit Hilfe von massiven Stahlträgern in die Projektionsleinwand hineingehoben und dort synchron zum Film bewegt werden. Da die Gäste festgeschnallt in Gondeln sitzen spricht man von einem passiven Flugerlebnis. Beispiele dafür sind das „Voletarium“ im Europa-Park und „Soarin’ Around the World“, Annaheim, Ca. und Epcot, Orlando, Florida.
Das andere Konzept nutzt eine Plattform, (“Flyboard”), auf der die Gäste – in sogenannte „Body Supports“ gelehnt – stehen. Die Plattform wird durch ein Motionsystem während der Vorführung leicht nach vorne geneigt und synchron zu den Bewegungen im Film bewegt („Flyboard Flying Theater“). Die Plattform-Version ermöglicht ein intensiveres Flugerlebnis, weil die Gäste stehend und nach vorne geneigt ein aktiveres Fluggefühl ähnlich dem eines Superhelden entwickeln können (aktives Flugerlebnis). Ein Beispiel dafür ist Washington Revelations“ (im Museum of the Bible, Washington DC.). Daneben gibt es auch bei der Plattformversion eine Variante, bei der die Gäste sitzen, etwa in „Race through New York Starring Jimmy Fallon“ in Universal Studios, Orlando, Florida.
Das plattormbasierte „Flyboard Flying Theater“ kann typischerweise in etwas kompakteren Räumen realisiert werden als ein „Suspended Flying Theater“ und zwar ebenso in Kombination mit einer Dome Screen oder einer großen konkav gebogenen Leinwand. Ein weiterer Vorteil ist, dass durch die kompaktere Bauart die Plattform mit den Gästen zentral vor der Leinwand steht und dadurch die Filme ohne Verzerrungen an den Seiten der Leinwand erlebbar werden.
siehe Verschiedene Konzepte.

## Entwicklung
Die ersten Flugsimulationen im Entertainment – und damit die Vorgänger der heutigen Flying Theaters – waren sogenannte Motion-Simulatoren, die technisch gesehen auf kommerziellen Flugsimulatoren basieren. Diese Anlagen sind sogenannte „geschlossene Fahrgeschäfte“ (capsuled rides), weil die Fahrgäste sich in einer geschlossenen Kapsel befinden (wie in einem Flugsimulator), die auf einem Motionsystem montiert ist. Das Funktionsprinzip ist, dass das Motionsystem die Kapsel mit den Gästen synchron zu einem im Inneren der Kapsel gezeigten Film bewegt. Wegen der relativ geringen Größe der Kapsel – in „Star Tours“ etwa fanden bei der Eröffnung 1987 pro Durchgang 40 Personen Platz (Star Tours: Attraction Facts) – werden bei diesen geschlossenen Fahrgeschäften oft größere Fernsehgeräte (Flatscreens) statt Projektionen für die Wiedergabe des Films benutzt. Die Audio-Wiedergabe erfolgt über kleine Surround-Systeme, Spezialeffekte beschränken sich auf durch Ventilatoren erzeugten Wind.
Typische Beispiele für diese Art von Attraktionen sind:
- Star Tours[9] (Disneyland Resort, Anaheim, 1987)
- Body Wars[10] (eröffnet 1989 in EPCOT, Orlando, geschlossen 2007)
- Wild Arctic[11] (SeaWorld, Orlando, 1994)

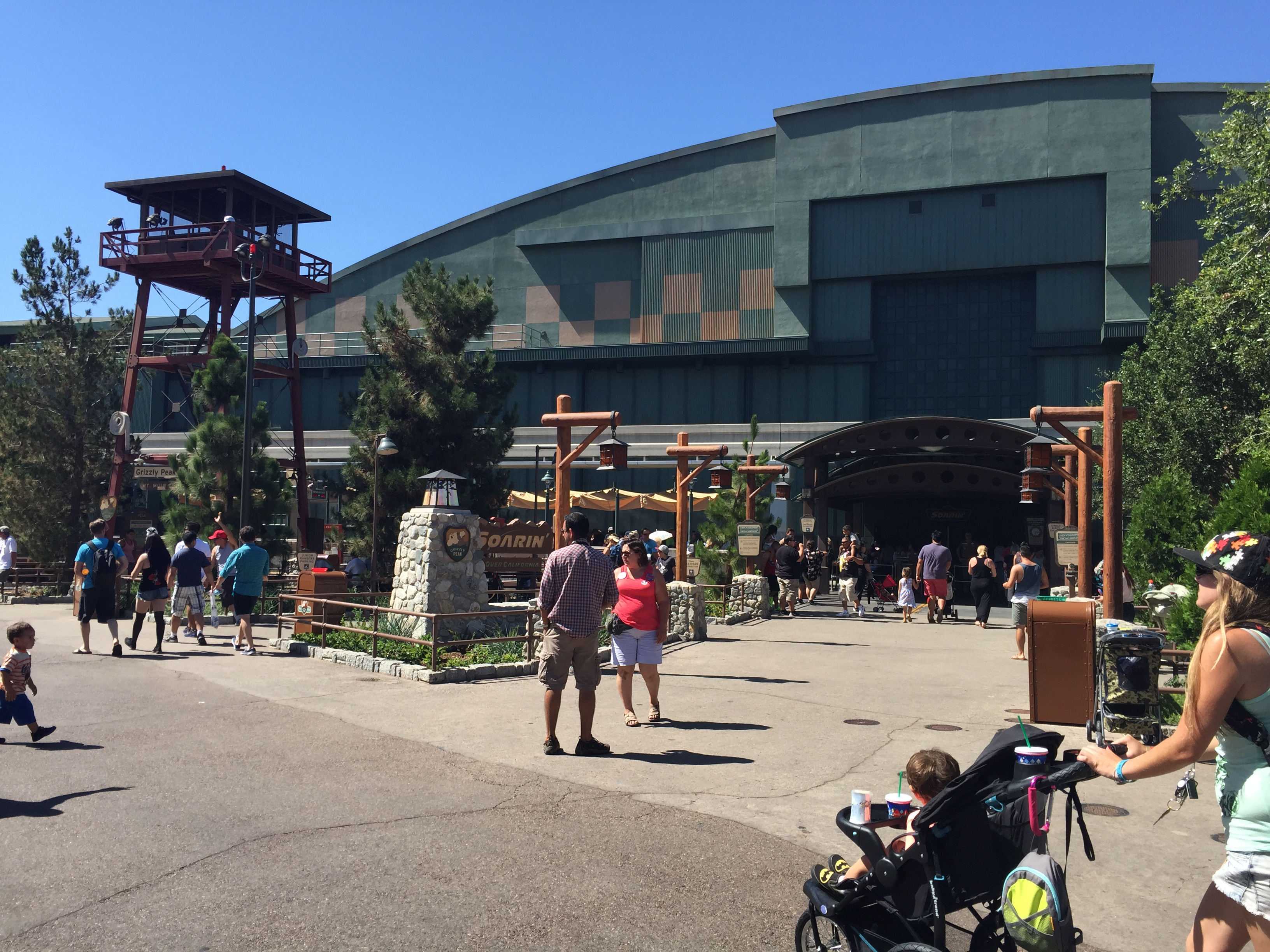
Soarin' over California, Eingang

Das erste Flying Theater, das der obigen Definition entspricht, wurde unter der Bezeichnung Soarin' over California im Jahr 2001 von Walt Disney Company in deren Disney California Adventure-Themenpark eröffnet. Das Team, das die damals neuartige Attraktion entwickelte, wurde von Rick Rothschild, damals einer der Leiter der Kreativabteilung bei Walt Disney Imagineering, angeführt.
Die 2001 in Kalifornien eröffnete Attraktion Soarin' over California war vom Start weg ein so großer Erfolg, dass The Walt Disney Company bereits im Jahr darauf mit den Planungen für einen 1:1 Kopie im Themenpark EPCOT in Orlando, Florida begann, der 2004 eröffnet wurde. Weitere Flying Theater der Walt Disney Company sind:
- Soarin' over the Horizon (eröffnet 2016 im Shanghai Disneyland Park)[15]
- Soarin' around the World (ersetzt das Original Soaring' over California in Disneys California Adventure-Park, eröffnet 2016)[16]

## Technologie
Das zugrunde liegende Prinzip eines Flying Theaters ist, dass ein Motionsystem die Fahrgäste synchron zu den Bewegungen in einem projizierten Film bewegt. Die Synchronität wird dabei mit einer speziellen Software programmiert (Motion Control Software) und während des Ablaufs der Simulation von dieser Software auch kontrolliert. Wie wichtig die Synchronität für ein realistisches Empfinden einer Flugsimulation ist, zeigt eine bereits 1969 von der NASA (National Aeronautics and Space Administration) veröffentlichte Studie.
Der konkrete Aufbau eines Flying Theaters hängt von mehreren Faktoren ab. Entscheidend sind zunächst die zur Verfügung stehende Grundfläche und die gewünschte Kapazität, das heißt, wie viele Gäste sollen die Attraktion pro Stunde/pro Tag erleben können. Dementsprechend können entweder ein einzelnes oder mehrere Bewegungssysteme nebeneinander vor einer großen Leinwand stehen. Die Größe der Leinwand und die relative Position des Systems ist für das realistische Flug- und Bewegungsempfinden deshalb entscheidend, weil die Gäste möglichst keine Fixpunkte außerhalb der Projektion sehen sollen. Daher kommen meist große, gebogene Leinwände, sogenannte „curved screens“ oder Dome-Projektionen zum Einsatz.
Ein weiterer wichtiger Aspekt, wenn es um das Erzeugen eines realistischen Fluggefühls geht, ist der Ton. Entscheidend ist dabei der Doppler-Effekt. Aus diesem Grund arbeiten die meisten Flying Theater mit Audio-Surround-Systemen, sodass auch der Ton synchron mit dem Film durch den Raum bewegt werden kann.
Darüber hinaus unterstützt die Installation von Spezialeffekten das Erzeugen eines möglichst realistischen Flugempfindens. Typischerweise kommen folgende Spezialeffekte zum Einsatz:
- Wind
- Regen/Schnee
- Blitzeffekte
- Geruchseffekte

## Verschiedene Konzepte

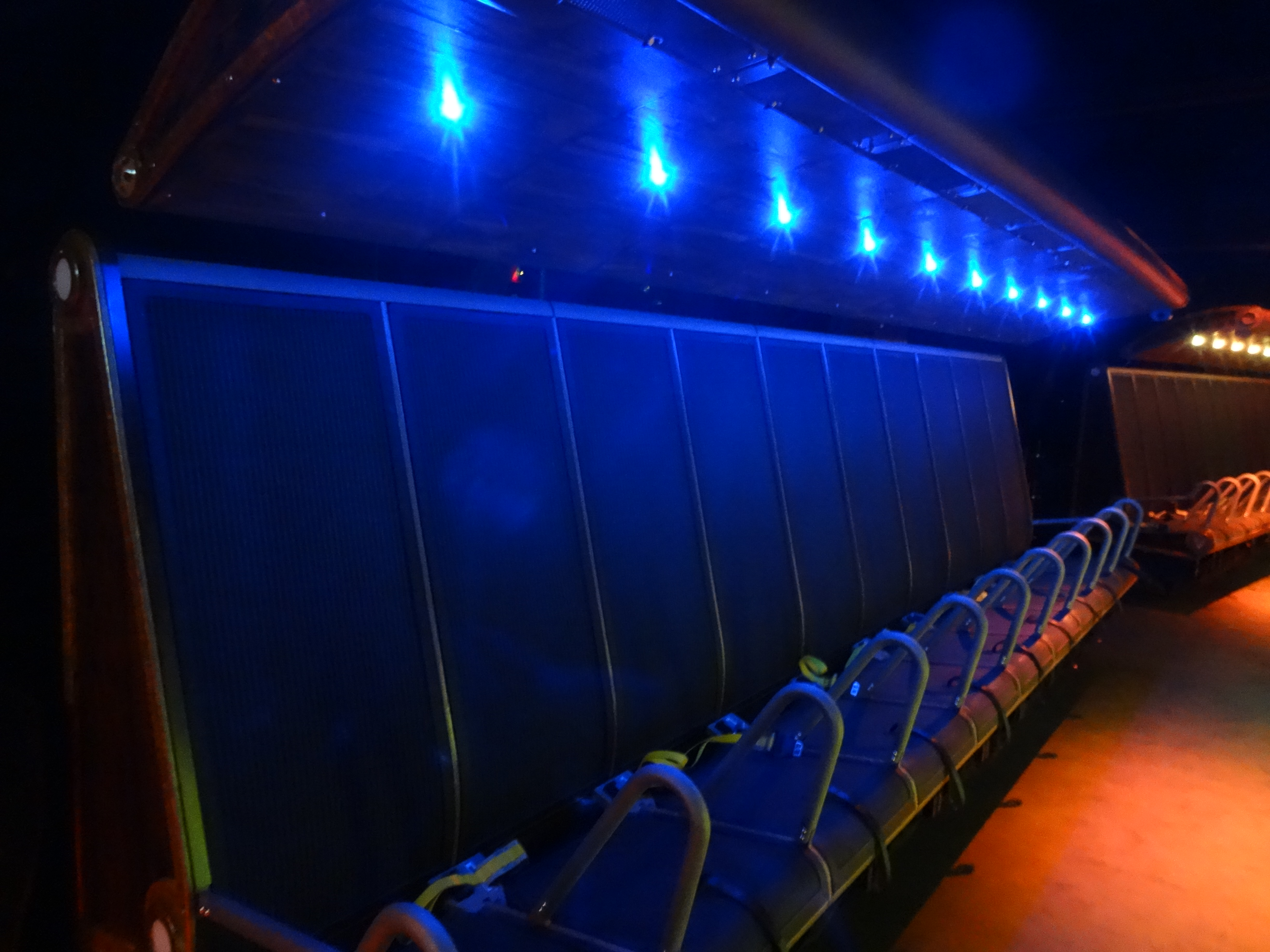
Voletarium (Flying Theater) im Europa-Park

Seit 2013 erfreut sich das Konzept der Flugsimulation durch Flying Theater steigender Beliebtheit (siehe Liste „Flying Theaters“ in Themenparks 2001–2024). Dementsprechend wurden seither verschiedene technische Umsetzungskonzepte entwickelt.
Das ursprüngliche Konzept von Disney’s Soarin’ over California („Hängendes Fliegendes Theater“ / „Suspended Flying Theater“) bestand aus einer Dome-Projektion (Durchmesser: 24 Meter, konkav), sowie einem pneumatisch / mechanischen Motionsystem, das die Gäste über drei massive Antriebsarme aus der Startposition am Boden direkt in die Dome-Projektion hineinhob und dort synchron zum Film bewegte, wobei die Fahrgäste über die gesamte Breite der Leinwand verteilt sind. Da es sich bei dieser Attraktion um einen simulierten Flug mit einem Hängegleiter handelt, sind die Sitze der 9 Reihen so konstruiert, dass die Beine der Gäste in der Luft hängen.
Ein vergleichbares Konzept, wo die Fahrgäste ebenfalls in mehreren Sitzreihen über die gesamte Breite einer Dome-Projektion verteilt sind, ist „Fly over Canada“ (Vancouver, 2013). Allerdings werden hier die Fahrgäste nicht mit großem Aufwand an Material (massive Stahlarme) und Kraft in die Projektion gehoben. Bei diesem System gehen die Gäste über Stufen zu ihren Plätzen in den jeweiligen Reihen. Diese Reihen sind übereinander angebracht – wie bei einem Haus mit mehreren Stockwerken. Beim Start der Simulation kippt der Boden unter den Füßen der sitzenden Fahrgäste nach unten, sodass auch bei diesem System die Beine frei schwingen.
Eine weitere technische Lösung besteht aus einer großen Plattform, die zunächst flach auf dem Boden liegt, sodass die Fahrgäste auf einer Ebene in den hintereinander angeordneten Reihen Platz nehmen können. Zu Beginn des Fluges wird die die Plattform um 90° in Richtung der Leinwand hochgekippt und die Sitzreihen werden über einen speziellen Mechanismus ebenfalls so manipuliert, dass die Fahrgäste hängend vor der gesamten Breite der Leinwand positioniert sind.
Alle drei Konzepte resultieren in einem sehr immersiven Flugerlebnis. Es ist allerdings zu bedenken, dass, weil die Fahrgäste über die gesamte Breite der Leinwand verteilt sind, nur jene Gäste perfekte Sicht haben, die in der Mitte der Projektion sitzen. Je weiter man zum Rand hin positioniert ist, desto verzerrter wird die Sicht. Dies ist der äußeren Biegung der Leinwand (besonders bei Dome-Projektionen) geschuldet. Der Positionierung der Fahrgäste relativ zur Leinwand kommt daher eine besondere Bedeutung zu.
Wie weiter oben bereits festgestellt, war das Konzept von „Soarin’ over California“ von Anfang an ein großer Erfolg. Es dauerte dennoch mehr als zehn Jahre, bis sich das Konzept der Flying Theater auf dem Entertainment-Markt nicht nur durchsetzte, sondern einen regelrechten Boom auslöste, der bis heute (2021) anhält. Der Grund für diese verzögerte Reaktion des Marktes scheint einerseits darin zu liegen, dass für ein Flying Theater dieser Größenordnung enorm viel Platz benötigt wird, andererseits aber auch darin, dass die mechanischen Anforderungen bei den oben beschriebenen Lösungen enorm sind. Ein weiterer Grund sind die erforderlichen hohen Investitionen in die Infrastruktur. Gemeint sind unter anderem die Fundamente, die Stahlkonstruktionen bis zu 350 Tonnen Gewicht tragen müssen.
Eine Konsequenz daraus war die Entwicklung neuerer Systeme, die nicht nur weniger Stahlbau benötigen, sondern auch bessere Ergebnisse hinsichtlich der Sichtlinien für die Gäste bringen. Die Grundidee dabei war ein „zurück zu den Wurzeln“ von Motion Simulationen, allerdings ohne die Fahrgäste in geschlossene Kapseln zu setzen (Flyboard Flying Theater). Stattdessen stehen die Gäste in sogenannte 'Body Supports' gelehnt jeweils erhöht hintereinander auf einer Plattform, die auf einem Motion-System montiert ist. Alternativ kann dieses Konzept auch mit Sitzreihen realisiert werden, dabei geht aber das 'fliegen wie ein Superheld-Gefühl' verloren. Da das Flyboard-Setup aber wesentlich kompakter ist, als das Konzept der 'Suspended Flying Theater', stehen bzw. sitzen fast alle Fahrgäste zentral in der Mitte der Leinwand, was Verzerrungen an den Seiten der Leinwand minimiert. Darüber hinaus hat die Entwicklung besonders kräftiger und effizienter Elektromotoren die Verwendung von elektrischen statt pneumatischen Antrieben möglich gemacht, was nicht nur den Betrieb verbilligt (niedrigere Servicekosten), sondern auch besonders weiche und realistische Bewegungen möglich macht, die mit pneumatischen Systemen (die in den 1970er Jahren entwickelt wurden) nicht möglich sind.

## Liste „Flying Theaters“ 2001–2024
| Inbetriebnahmejahr | Name                                         | Park                                                 | Quelle |
| ------------------ | -------------------------------------------- | ---------------------------------------------------- | ------ |
| 2001               | Soarin’ over California                      | Disney California Adventure Park                     | [ 12 ] |
| 2005               | Soarin’ over California                      | EPCOT Center, Walt Disney World                      | [ 12 ] |
| 2010               | Flying over Taiwan                           | E-DA World, Taiwan                                   | [ 20 ] |
| 2012               | Viaggio in Italia                            | Ferrari world Abu Dhabi                              | [ 21 ] |
| 2013               | FlyOver Canada                               | Canada Place, Vancouver                              | [ 22 ] |
| 2014               | Fuji Airways                                 | Fuji-Q Highland, Japan                               | [ 23 ] |
| 2014               | Power of Nature                              | Wanda Movie Park, China                              | [ 24 ] |
| 2015               | Hubei in the air                             | Wanda Movie Park                                     | [ 25 ] |
| 2016               | FlyOver America                              | Mall of the Americas                                 | [ 26 ] |
| 2016               | Soarin’ over the Horizon                     | Shanghai Disneyland Park                             | [ 15 ] |
| 2016               | Soarin’ around the World                     | EPCOT Center, Walt Disney World                      | [ 16 ] |
| 2016               | Wings over Washington                        | Pier 57, Seattle (Miner's Landing)                   | [ 27 ] |
| 2016               | Krrish: Hero’s Flight                        | Bollywood Parks, Dubai                               | [ 28 ] |
| 2016               | Fly venture                                  | Lotte World, Seoul, Korea                            | [ 29 ] |
| 2016               | Extraordinary Journey                        | Futuroscope, Poitiers, France                        | [ 30 ] |
| 2016               | Hexaflight                                   | Wanda Mall Movie Park, Nanchang, China               | [ 31 ] |
| 2017               | Soaring over Russia/Soaring over Moscow      | Zaryadye Park, Moscow, Russia                        | [ 32 ] |
| 2017               | Flying Dreams                                | Ferrari Land, Salou, Spain                           | [ 33 ] |
| 2017               | Voletarium                                   | Europapark, Rust, Germany                            | [ 34 ] |
| 2017               | Race trough New York, Starring Jimmy Fallon  | Universal Orlando Resort                             | [ 35 ] |
| 2017               | Washington Revelations                       | Museum of the Bible, Washington DC                   | [ 36 ] |
| 2018               | This is Holland                              | This is Holland, Amsterdam                           | [ 37 ] |
| 2018               | Fly over Paris                               | Flyview Paris, Paris, France                         | [ 38 ] |
| 2018               | The Flyer-San Francisco                      | Pier 39, San Francisco                               | [ 39 ] |
| 2018               | Fly over Mexico                              | Amikoo theme park, Mexico                            | [ 40 ] |
| 2018               | Beautiful Hunan Macrolink Flying Theater     | Changsa Tongguan Kiln Historical and Cultural Resort | [ 41 ] |
| 2018               | Galactic Odyssey                             | Warner Bros. World, Abu Dhabi                        | [ 42 ] |
| 2018               | Agila the EKsperience                        | Enchanted Kingdom, Philippines                       | [ 43 ] |
| 2018               | Fly over China                               | Shijingshan Amusement Park, Bejing                   | [ 44 ] |
| 2018               | Volarium-Il Cinema Volante                   | Cinecittà, Rome, Italy                               | [ 45 ] |
| 2019               | THE LEGO MOVIE Masters of Flight             | Legoland Florida Resort, Winter Haven, USA           | [ 46 ] |
| 2019               | Soaring: Fantastic Flight                    | DisneySea, Tokyo, Japan                              | [ 47 ] |
| 2019               | FlyOver Iceland                              | Reykjavik, Iceland                                   | [ 48 ] |
| 2021               | Emmet's Flying Adventure Ride                | Legoland California, Carlsbad, USA                   | [ 49 ] |
| 2021               | Emmet's Flying Adventure – Masters of Flight | Legoland Billund, Billund, Denmark                   | [ 50 ] |
| 2021               | Flight of the Sky Lion                       | Legoland Windsor, UK                                 | [ 51 ] |
| 2021               | FlyOver Las Vegas                            | Las Vegas, USA                                       | [ 52 ] |
| 2021               | Godzilla – The Ride                          | Seibuen Amusement Park, Tokyo, Japan                 | [ 53 ] |
| 2024               | Flyover Chicago                              | Navy Pier, Chicago, USA                              | [ 54 ] |

## Andere Nutzung von Flying Theaters
Gleichzeitig mit der schnellen Ausbreitung von Flying Theaters in Themenparks werden auch erste Anwendungsfälle für andere Zwecke sichtbar. So hat das „Museum of the Bible“ in Washington DC seit November 2017 ein Flying Theater mit dem Titel Washington Revelations in Betrieb. Cary Summers, der Präsident des „Museum of the Bible“ geht davon aus, dass diese Technologien sehr schnell der Normalfall im Museumsbetrieb werden.
Neben der Anpassung an die gegebenen Räumlichkeiten ist die zentrale Herausforderung bei derartigen Nutzungen, eine mit größeren Flying Theaters vergleichbare Intensität zu erreichen und gleichzeitig hohe Zuverlässigkeit, geringe Betriebs- und Wartungskosten und damit eine günstige TCO (Total Cost of Ownership) zu erzielen. Dazu gehören z. B. auch Maßnahmen, um die Energie beim Abbremsen wieder in elektrische Energie zurückzuverwandeln.
Auch die Direktorin des National Geographic Museum, Kathryn Keane, sieht in diesen Technologien die Zukunft: „It's a new platform for storytelling ... „It allows us to try new things to capture the imagination of young people especially.“ (Es ist eine neue Möglichkeit, Geschichten zu erzählen. Wir können damit neue Sachen ausprobieren und erreichen speziell die Aufmerksamkeit von jungen Leuten.)